# Roter Drache

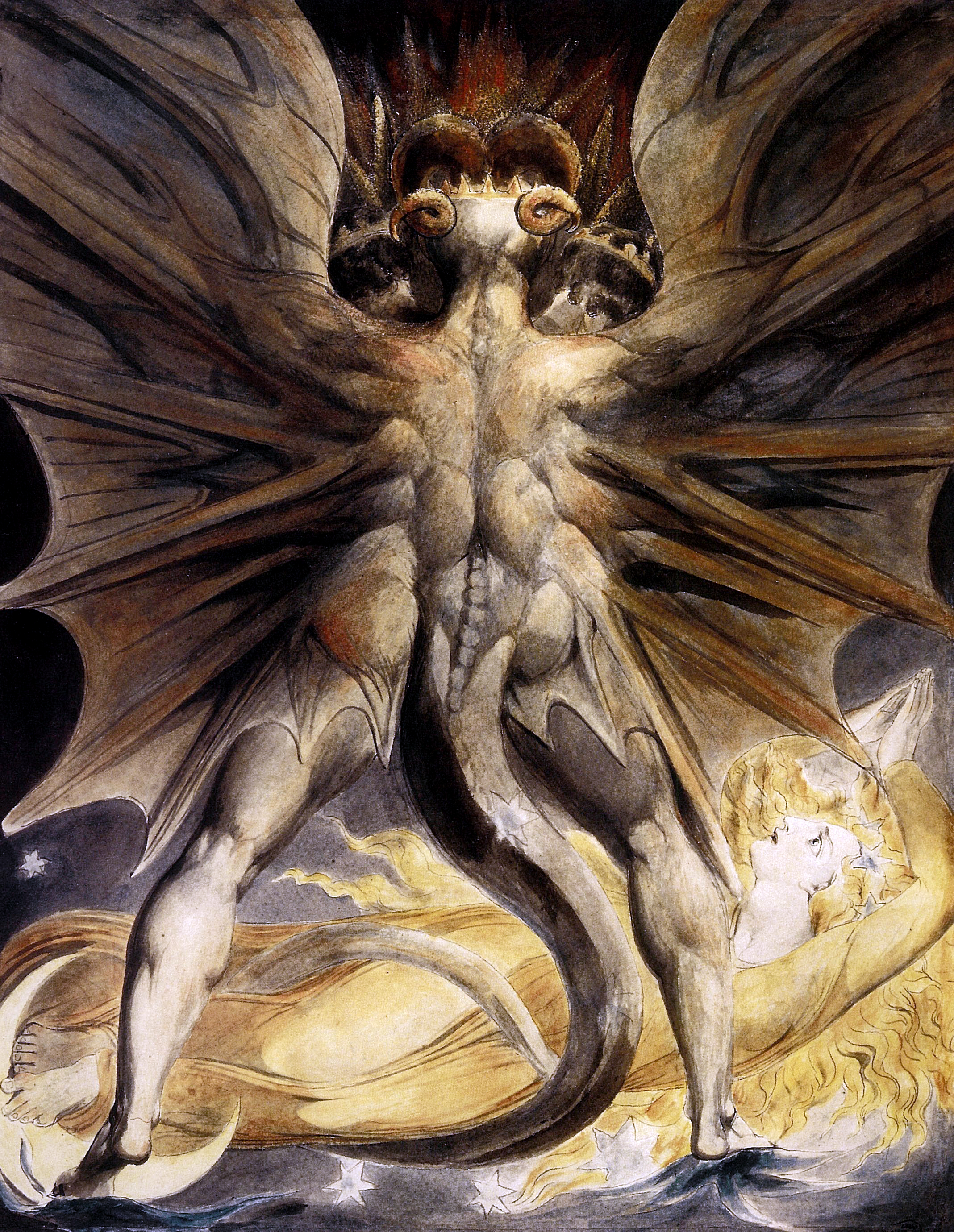
Der große Rote Drache und die Frau, mit der Sonne bekleidet, Aquarell von William Blake

Roter Drache (englisch Red Dragon) ist ein 1981 erschienener Roman des US-Autors Thomas Harris. Er handelt von dem FBI-Agenten Will Graham, der mit Hilfe des kannibalistischen Psychiaters Dr. Hannibal Lecter auf einen Mörder Jagd macht, der Familien tötet. Die deutschsprachige Übertragung von Sepp Leeb wurde erstmals 1988 im  Heyne Verlag, München, veröffentlicht.
Roter Drache ist der erste Teil der bisher vierteiligen Hannibal-Lecter-Buchreihe. Es folgten Das Schweigen der Lämmer (1988), Hannibal (1999) und Hannibal Rising (2006).
Inhaltlich stellt Roter Drache, nach Hannibal Rising, den zweiten Teil der Handlung um Hannibal Lecter dar. Auf ihn folgen Das Schweigen der Lämmer und Hannibal.

## Handlung
FBI-Agent Will Graham wird von seinem ehemaligen Vorgesetzten Jack Crawford aufgesucht, der ihn um Hilfe bei einem Fall bittet: Ein Serienmörder tötete bereits zwei fünfköpfige Familien. In beiden Häusern waren die Spiegel zerschlagen und Spiegelscherben in die Augen und in die Vagina der Familienmutter gesteckt worden. Graham war es vor drei Jahren gelungen, den forensischen Psychiater und Star-Gutachter Dr. Hannibal Lecter festzunehmen, welcher selbst zu einem Serienmörder geworden war und seine Opfer verspeiste. Im Zuge der Festnahme wurden sowohl Lecter als auch Graham verwundet, was Graham dazu bewegt hatte, seinen Dienst beim FBI zu quittieren. Mittlerweile hat er mit seiner Frau Molly und deren Sohn Willy ein neues Leben begonnen, entschließt sich aber dennoch, dem Ersuchen von Crawford zu folgen. Beide Taten geschahen in einer Vollmondnacht, was den Ermittlern Grund zur Annahme gibt, dass der Täter in der nächsten Vollmondnacht erneut zuschlagen werde.
Graham begibt sich zuerst zum jüngsten Tatort in Atlanta. Nach seiner Begehung gelangt er zu der Erkenntnis, dass der Täter seine Opfer nicht nur zielsicher erschossen hat, sondern sie post mortem auch noch so aufreihte, dass sie „zusehen“ konnten, wie er der Mutter Spiegelsplitter in die Augen steckte, sie dann betastete, ihren leblosen Körper vergewaltigte und schließlich Bissspuren auf ihrem Körper hinterließ. Nachdem er Crawford berichtet, er habe keine weiteren Erkenntnisse erzielt, wird Graham von diesem darum gebeten, Lecter aufzusuchen. Dieser soll ihm dabei helfen, den neuen Serienmörder, welcher von der Polizei und Presse aufgrund seiner wolfsähnlichen Zahnabdrücke als „Zahnfee“ (im englischen Original tooth fairy) bezeichnet wird, zu überführen. 
Lecter hat von der Zahnfee unlängst einen Brief erhalten, in welchem diese ihm schmeichelt; der Täter gibt ihm mehrfach zu verstehen, dass Lecter der Einzige sei, der verstehen könne, wie er denke. Graham gegenüber sichert Lecter seine Hilfe zu, hat jedoch bereits begonnen, sich eine Antwort an die Zahnfee zurechtzulegen. Über ein manipuliertes Telefon, das Lecter zur Verfügung gestellt wird, um mit seinem Anwalt zu telefonieren, gibt er eine codierte Kontaktanzeige im Magazin „Tattler“ auf, welche mit 666 unterschrieben ist. Dem FBI gelingt es zwar, diese Anzeige zu erkennen, es findet aber erst nach der Veröffentlichung heraus, dass das Inserat Grahams Privatanschrift in Marathon (Florida) enthält. Das FBI veranlasst daher, Grahams Frau und seinen Stiefsohn an einen sicheren Ort zu bringen: ins Haus des Bruders von Crawford.
Graham entschließt sich, das Haus der ersten ermordeten Familie in Birmingham (Alabama) zu besuchen. Er findet Kratzspuren an einem Baum und schlussfolgert, dass der Täter seine Opfer beobachtete. Der modus operandi ist derselbe wie bei der zweiten Familie: Die Spiegel im Haus sind zerschlagen, die Blutspuren deuten darauf hin, dass der Täter gezielt vorging und sich im Haus auskannte. Da die Zeit bis zur nächsten Vollmondnacht fast um ist, plant das FBI, selbst eine Anzeige im Tattler aufzugeben. In einem vorgeblichen Exklusivinterview bezeichnen sie die Zahnfee als erbärmlich und veröffentlichen ein Foto von Graham, auf dem im Hintergrund ein Hotel zu erkennen ist; das FBI erhofft sich, den Täter so auf eine falsche Fährte locken zu können. Stattdessen sucht die Zahnfee nicht Graham auf, sondern Freddy Lounds, den Reporter, der den Artikel schrieb, und entführt diesen. Die Zahnfee gibt sich ihm als „großer roter Drache“ zu erkennen und zwingt ihn, einen Text auf einem Tonband aufzunehmen. Die Zahnfee ermordet Lounds, indem sie ihn auf einen Rollstuhl fixiert und anzündet. Das Tonband schickt sie anschließend dem FBI zu.
Bei dem Serienmörder handelt es sich um den 42-jährigen Francis Dolarhyde, dessen Gedanken, Beweggründe, Kindheit und Werdegang in parallelen Kapiteln eingehend beleuchtet werden: Dolarhyde war in seinen ersten Lebensjahren in einem Waisenhaus aufgewachsen, nachdem ihn seine Mutter zur Adoption freigegeben hatte, und später von seiner Großmutter zu sich geholt worden. Diese hatte nach dem Tod ihres Mannes ein privates Altersheim geführt und ihren Enkel wiederholt körperlich und seelisch misshandelt, bis sie irgendwann dazu nicht mehr in der Lage gewesen und selbst in einer Betreuungseinrichtung untergebracht worden war. Zeit seines Lebens durch eine „Hasenscharte“ gezeichnet, glaubt Dolarhyde, durch das Gemälde „Der Große Rote Drache und die mit der Sonne bekleidete Frau“ seine Bestimmung gefunden zu haben, und wählt seine Opfer anhand privater Videofilme aus, die er als Abteilungsleiter des technischen Service der Filmentwicklungsfirma „Gateway“ in St. Louis entwickelt. Inzwischen hat er auf eine weitere fünfköpfige Familie ein Auge geworfen, die er in der kommenden Vollmondnacht töten will.
Beim wiederholten Sichten aller Beweismittel fällt Graham schließlich diese entscheidende Verbindung zwischen den Morden auf, nämlich dass beide Familien ihre Videofilme vom selben Unternehmen hatten entwickeln lassen. Dies erklärt auch, weshalb sich der Täter in den Häusern im Vorfeld auskannte. Als Graham, Crawford und weitere Ermittler sich von „Gateway“ Daten sämtlicher Angestellten beschaffen, erfährt Dolarhyde davon und entführt daraufhin Reba McClane, eine blinde Kollegin, die zu ihm eine romantische Beziehung pflegte, auf sein Anwesen, das er von seiner Großmutter geerbt hat. Als das FBI und die örtliche Polizei bei diesem ankommen, steht es in Flammen. Reba McClane kommt den Beamten entgegen und teilt diesen mit, dass Dolarhyde mit einer Schrotflinte Selbstmord begangen habe.
Graham kehrt in der Annahme, dass der Fall gelöst sei, mit seiner Familie nach Marathon zurück, wo er jedoch eines Tages von Dolarhyde überrascht wird, der ihn töten will und ihm in die Wange sticht. Seine Frau Molly kann Dolarhyde von Graham weglocken und ergreift letztlich die Waffe ihres Mannes, mit der sie Dolarhyde in Notwehr tötet. Später im Krankenhaus erfährt Graham von Crawford, dass es sich bei der Leiche, die im Haus von Dolarhyde gefunden worden war, um den Angestellten einer Tankstelle handelt, der offenbar McClane Avancen gemacht hatte und daraufhin von Dolarhyde aus Eifersucht erschossen wurde. Das Buch endet mit einem sarkastischen Brief, den Lecter an den erneut schwer verletzten Graham schickt.

## Wissenswertes
- Der Rote Drache ist Thema eines Gemäldezyklus von William Blake und wurde von ihm in verschiedenen Variationen gemalt. Das Aquarell befindet sich im New Yorker Brooklyn Museum.
- Der Serienmörder wird aufgrund eines charakteristischen Gebissabdrucks von der Polizei im englischen Original als Tooth Fairy bezeichnet. Die Tooth Fairy ist eine Figur aus angloamerikanischen Kindergeschichten, die im deutschen Sprachraum nur wenig geläufig ist und meist als Zahnfee übersetzt wird. Das Wort fairy bezeichnet im Englischen nicht nur eine Fee, sondern umgangssprachlich auch einen Schwulen bzw. eine Tunte, woraus sich in diversen Auflagen des Buches die sinnentstellende Übersetzung Zahnschwuchtel für den Mörder ergab.

## Verfilmungen
Der Roman um den Kannibalen Hannibal Lecter wurde bereits zweimal verfilmt. 1986 erschien die erste Verfilmung unter dem Titel Blutmond von Michael Mann. Lecters Rolle wurde von Brian Cox übernommen und William Petersen spielt dessen Gegenspieler Will Graham.
Nachdem jedoch 1991 und 2001 die beiden Fortsetzungsromane Das Schweigen der Lämmer und Hannibal mit Anthony Hopkins als Lecter erfolgreich verfilmt wurden, wollte man den ersten Roman auch noch einmal mit Hopkins adaptieren. 2002 erschien Roter Drache mit Edward Norton als Will Graham, Hopkins übernahm erneut die Rolle des Hannibal Lecter. 
Die 2013–2015 ausgestrahlte Fernsehserie Hannibal zeigt erneut die Vorgeschichte zum Roman. Diesmal spielt Mads Mikkelsen den Dr. Lecter, während Hugh Dancy die Rolle des Will Graham verkörpert.

## Hörbücher
- Thomas Harris: Roter Drache – gekürzte Fassung gelesen von Hans Peter Hallwachs, Heyne Hörbuch, München 2002

## Ausgaben (Auswahl)
- Thomas Harris: Roter Drache. Heyne Verlag, München 1988, ISBN 3-453-02542-3.
- Thomas Harris: Roter Drache. Heyne Verlag, München 2007, ISBN 978-3-453-02542-4.
- Thomas Harris: Red Dragon. Dell, New York 1990, ISBN 0-440-20615-4.